# RC Nieuwrode
RC Nieuwrode was een Belgische voetbalclub uit Nieuwrode. De club was aangesloten bij de KBVB met stamnummer 5560 en had groen en wit als kleuren. De club speelde in haar bestaan altijd in de provinciale reeksen.

## Geschiedenis
De club ontstond in 1952 en sloot zich aan bij de Belgische Voetbalbond. Nieuwrode startte met een eerste elftal en een reservenelftal en ging in de provinciale reeksen spelen.
Nieuwrode bleef in de regionale reeksen spelen met wisselende resultaten. Zo werd de club in 1973 kampioen in Derde Provinciale, waarna enkele seizoenen in Tweede Provinciale volgden. Ook in 1986 werd men in Derde Provinciale kampioen, waarna Nieuwrode tot midden jaren 90 in Tweede Provinciale speelde. Rond de millenniumwissel zakte de club echter verder weg, en zakte er enkele keren naar Vierde Provinciale, het allerlaagste niveau.
In 2011 diende de club haar ontslag in bij de Belgische Voetbalbond. Men ging opnieuw van start als Racing Nieuwrode, dat zich bij de KBVB aansloot met stamnummer 9580.